# Fonologia della lingua giapponese
La fonologia della lingua giapponese studia il sistema fonologico della lingua giapponese standard. Su Wikipedia in italiano viene usata la traslitterazione Hepburn per rappresentare i suoni giapponesi con l'alfabeto latino. Notare che la traslitterazione dei kanji è in corsivo, i fonemi sono posti tra /.../, i foni tra [...] e i grafemi tra ⟨...⟩.

## Fonemi

### Vocali
La lingua giapponese ha un sistema pentavocalico, molto simile a quello della lingua spagnola (ad eccezione della realizzazione di /u/):
- il fonema /a/ viene solitamente realizzato centralizzato come [ä];
- il fonema /i/ viene realizzato come [i];
- il fonema /u/ viene realizzato come l'esolabiale [ɯᵝ], cioè un fono a metà tra [u] e [ɯ];
- il fonema /e/ viene realizzato come [e̞], cioè un fono a metà tra [e] e [ɛ];
- il fonema /o/ viene realizzato come [o̞], cioè un fono a metà tra [o] e [ɔ].

Nella lingua giapponese standard non sono presenti dittonghi o trittonghi, in quanto tutte le vocali vengono pronunciate separatamente: ⟨maiko⟩ (舞妓) [ma̠.i.ko̞].
Le particolarità più evidenti sono l'indebolimento di /i/ quando si trova tra /ɕ/ (⟨sh-⟩ in Hepburn) e /t/ non geminata (come in tabemashita), che diventa sorda ([i̥]), e l'indebolimento di /u/ in contesto interconsonantico (sukiyaki) o a fine di parola (desu), che diventa anch'essa sorda ([ɯᵝ]). Nei contesti più formali si tende a pronunciarle con più forza.

### Consonanti
Di seguito vengono elencate le consonanti in trascrizione IPA e i corrispondenti grafemi in sistema Hepburn modificato:
|               | Bilabiali | Dentali | Alveolari | Alveolo-palatali | Palatali | Velari  | Uvulare | Glottali |
| Nasali        | /m/       |         | /n/       |                  |          | [ŋ]     | [ɴ]     |          |
| Occlusive     | /p/ /b/   | /t̪/ /d̪/ |           |                  |          | /k/ /ɡ/ |         | [ʔ]      |
| Affricate     |           | [ʦ̪] [ʣ̪] |           | [ʨ] [ʥ]          |          |         |         |          |
| Fricative     | [ɸ] [β]   | /s̪/ /z̪/ |           | [ɕ] [ʑ]          | [ç]      | [ɣ]     |         | /h/      |
| Approssimanti |           |         |           |                  | /j/      | /w/     |         |          |
| Vibranti      |           |         | /r/       |                  |          |         |         |          |

#### Occlusive
- /p/ (⟨p-⟩ in Hepburn) viene pronunciata come in italiano, ma leggermente aspirata in alcuni casi ([pʰ]);
- /b/ (⟨b-⟩ in Hepburn) viene pronunciata come in italiano;
- /t/ (⟨t-⟩ in Hepburn) viene pronunciata come in italiano, ma leggermente aspirata in alcuni casi ([tʰ]);
- /d/ (⟨d-⟩ in Hepburn) viene pronunciata come in italiano;
- /k/ (⟨k-⟩ in Hepburn) viene pronunciata come in italiano, ma leggermente aspirata in alcuni casi ([kʰ]);
- /ɡ/ (⟨g-⟩ in Hepburn) viene pronunciata come in italiano;

#### Fricative
- /s/ (⟨s-⟩ in Hepburn) viene pronunciata come in italiano; diventa [ɕ] prima di /i/;
- /z/ (⟨z-⟩ in Hepburn) viene pronunciata come in italiano; diventa [ʑ] prima di /i/ (in questo caso ⟨j-⟩ in Hepburn); può diventare affricata in alcuni contesti;
- /h/ (⟨h-⟩ in Hepburn) viene realizzata come in inglese; diventa [ɸ] prima di /u/ (in questo caso ⟨fu⟩ in Hepburn) e diventa [ç] prima di /i/ and /j/;
- /b/ (⟨b-⟩ in Hepburn) viene realizzata come fricativa [β] in contesto intervocalico: /abareru/ > [aβaɾeɺɯᵝ] (暴れる abareru, "comportarsi in modo violento")
- /ɡ/ (⟨g-⟩ in Hepburn) viene realizzata come fricativa [ɣ] in contesto intervocalico: /haɡe/ > [haɣe] (はげ hage, "calvizie")

#### Affricate
- /ti/ viene realizzato come affricata [tɕi] (⟨chi⟩ in Hepburn): /tiziɴ/ > [tɕidʑĩɴ] o [tɕiʑĩɴ] (知人 chijin, "conoscente")
- /tu/ viene realizzato come affricata [t͡sɯᵝ] (⟨tsu⟩ in Hepburn): /tuɡi/ > [tsɯᵝgi] (次 tsugi, "prossimo")
- /di/ e /du/ sono omofoni di /zi/ e /zu/, realizzati rispettivamente come le affricate [dʑ] e [dz].
- /z/ (⟨z-⟩ in Hepburn) può essere realizzato come affricata all'inizio di parola e dopo /n/, rispettivamente [dʑ] prima di /i/ o /j/ (in questo caso scritto ⟨j-⟩ in Hepburn) e [dz] prima di /ju/: /ɡozjuː/ > [ɡodʑɯːᵝ] (五十 gojū, "cinquanta")

#### Nasali
- /n/ (⟨n⟩ in Hepburn) viene pronunciata come in italiano, appare prima delle vocali: [kän.i] (簡易 kan'i, "semplice")
- /m/ (⟨m-⟩ in Hepburn) viene pronunciata come in italiano, appare prima delle vocali: [ki.mo̞.no̞] (着物 kimono)

È stato proposto inoltre un arcifonema /N/ che viene realizzato in varie modi a seconda della posizione:
- [n] (⟨n⟩ in Hepburn) viene pronunciata come in italiano, appare prima di [n], [t] e [d]: [än.nä.i] (案内 annai, "guida")
- [m] (⟨n-⟩ in Hepburn) viene pronunciata come in italiano; appare prima di [m], [p] e [b]: [säm.pe̞ː] (三平 Sanpei, "Sampei")
- [ɴ] (⟨n-⟩ in Hepburn) viene pronunciata a fine parola e da sola: [hõɴ] (本 hon, "libro")
- [ŋ] (⟨n-⟩ in Hepburn) viene pronunciata prima delle velari [k] e [ɡ]: [ɡe̞ŋ.ki] (元気 genki, "salute")

Approssimanti
- /j/ (⟨y-⟩ in Hepburn) viene pronunciata come in italiano;
- /w/ (⟨w-⟩ in Hepburn) è in realtà una versione non moraica di [ɰᵝ].

#### Vibranti
- /r/ (⟨r-⟩ in Hepburn) può essere pronunciata come [ɾ], [ɺ] oppure [r].

Le consonanti della lingua giapponese possono essere geminate, ed hanno valore distintivo: 来た (きた kita, [kitä]) ha un significato diverso da  切った (きった kitta, [kittä]), rispettivamente "arrivato" e "tagliato".

## Prosodia
L'unità basilare della fonologia giapponese è la mora, che determina la quantità della sillaba e di conseguenza anche il sistema di accentazione. Una sillaba può essere monomoraica, come i suoni scempi [ä], [tä], oppure bimoraica, come i suoni lunghi o geminati [äː], [täː], [tːä]. La [n] in posizione di coda sillabica corrisponde a una mora.
L'accento è di tipo musicale, in cui l'altezza della voce solitamente cresce quando viene pronunciata la mora accentata, per poi abbassarsi nelle more successive. Cioè è diverso dall'accento dinamico, presente anche in italiano, in cui la sillaba accentata viene pronunciata con più intensità.
I kana sono dei sillabari moraici, per cui ogni carattere riproduce una mora (tranne nei casi di alcuni yōon): Nagasaki ha quattro more (ながさき na-ga-sa-ki); Ōsaka ha quattro more (おおさか o-o-sa-ka); Nippon ha quattro more (にっぽん Ni-p-po-n). Fonologicamente però Nagasaki ha quattro sillabe, Ōsaka tre sillabe (Ō-sa-ka) e Nippon due sillabe (Nip-pon). La differenza tra divisione in more e sillabe è alla base dell'errata credenza che gli haiku siano divisi in sillabe, quando invece sono divisi in more.

## Fenomeni fonologici

### Sandhi
I sandhi sono i mutamenti fonologici che avvengono in confine di morfema.

#### Rendaku
Il rendaku (連濁?) è un fenomeno in cui la consonante iniziale del morfema successivo passa da sorda a sonora in alcuni contesti. Il mutamento viene registrato anche nell'ortografia attraverso l'aggiunta del segno che indica la sonorità della mora ( (か／が?, ka, ga)). Per esempio hito (ひと? lett. "persona") viene raddoppiato in 
- hitohito (ひと + ひと?) > hitobito (ひとびと? lett. "persone).

#### Geminazione
Un altro fenomeno molto comune è la conversione di  (つ ／く?, tsu, ku) nel sokuon っ all'interno della parola. Il sokuon viene usato per raddoppiare la consonante della sillaba successiva.

#### Renjō
Il renjō (連声?) occorre raramente quando il fonema /n/ in posizione finale è seguito da una vocale. In questo caso /n/ viene raddoppiato come in  (天皇、てん ＋ おう → てんのう?).

### Onbin
Un altro fenomeno fonologico è l'onbin (音便? lett. "cambiamento eufonico"), avvenuto in maniera sporadica nel giapponese tardo.